# Saint-Michel-de-Chabrillanoux
 Saint-Michel-de-Chabrillanoux  là một xã ở tỉnh Ardèche, vùng Auvergne-Rhône-Alpes ở đông nam nước Pháp.